# Christian Burns
Christian Anthony Burns (Wigan, Reino Unido; 18 de enero de 1973) es un músico, guitarrista y cantante inglés. Es hijo de Tony Burns, miembro de la banda de rock británico originaria de Liverpool, The Signs. Es más popularmente conocido por haber sido el miembro fundador, vocalista y guitarrista rítmico de la banda de pop rock, BBMak. La banda solo lanzó dos álbumes de estudio y 3 álbumes de video teniendo éxito como una de las mejores[cita requerida] bandas a finales de los años 90. La banda se separó en 2003. En la actualidad, es considerado su mayor éxito su cover en 2005 de la canción "Everybody Wants to Rule the World" de la banda británica, Tears for Fears.

## Biografía
Burns nació el 18 de enero de 1973 en Wigan, Reino Unido en donde se crio. Desde pequeño rápidamente interesado por la música y por consejo de su padre, consiguió su primera guitarra. En el colegio ingresó a algunos grupos de rock y fue cultivando su experiencia como músico, alrededor de la edad de 14 años se dio cuenta de que no solo podía tocar sino que también cantar. Al ser mayor de edad hizo amistad con dos nuevos amigos y 2 años después al cumplir 20 años estos forman la banda de rock BBMak en 1994.

## Carrera
Burns era miembro de la popular banda británica BBMak, junto con Mark Barry y Stephen McNally. El grupo vendió casi tres millones de álbumes en todo el mundo y alcanzó el Top 5 con "Back Here", en el Reino Unido. En Estados Unidos, se adjudicó el # 1 en las listas de reproducción de vídeo y tuvo alta rotación en MTV y TRL.
En 2003, la banda se separó, y todos los miembros se dedidacaron a sus carreras en solitario.
Desde entonces, Burns ha estado colaborando con otros artistas y proyectos de música dance. En 2007, trabajó con Tiësto en el tema "In the Dark", para el álbum Elements of Life. También colaboró en un proyecto de Tiësto llamado Allure, en la pista titulada "Power of You".
También ha colaborado con Benny Benassi, en la canción "Love and Motion", y con la cantante estadounidense, Jes Brieden, en la canción 'As We Collide'.
En 2010 colaboró en gran medida en el álbum del productor estadounidense BT llamado These Hopeful Machines, coescribiendo en canciones como "Suddenly", "The Emergency", y "Forget Me". Él participa en las voces de "Suddenly", y aporto coros en "The Emergency" y "Forget Me."
También tiene pistas próxima con Richard Durand "Night & Day", también con Armin van Buuren en "This Light Between Us", incluido en su álbum Mirage, lanzado en septiembre de 2010. En octubre de 2013, lanzó su álbum debut como solista titulado Simple Modern Answers en el que incluye la colaboración de numerosos productores tales como Armin van Buuren, Paul van Dyk, BT y Kryder entre otros. Actualmente está trabajando en un nuevo proyecto musical junto a BT llamado All Hail the Silence.

## Discografía

### Álbumes
- 2000: Sooner Or Later (con BBMak)
- 2002: Into Your Head (con BBMak)
- 2013: Simple Modern Answers (como solista)

### Versiones y soundtrack
- 30 de diciembre de 2005 – "Everybody Wants to Rule the World"
- 21 de noviembre de 2006 – "Tranqulized" (con Inhaler)

### Sencillos
Como artista principal
- 2012: "Bullet" (Christian Burns & Stefan Dabruck)
- 2012: "As We Collide" (Christian Burns, Paul Oakenfold & Jes)
- 2013: "Perfectly" (con Maison & Dragen)
- 2013: "One Thousand Suns" (Christian Burns con Chicane & Ferry Corsten)
- 2013: "We Are Tonight" (Christian Burns & Paul van Dyk)
- 2014: "Frozen Heart (Big Room Mix)" (Christian Burns & Marco V)
- 2014: "Miracles" (Christian Burns & Andrew Rayel)
- 2015: "Where The Lights Are" (Christian Burns & Arston)
- 2015: "Skin & Bones" (Christian Burns & Swanky Tunes)
- 2015: "Strong Ones" (Christian Burns & Armin Van Buuren)
- 2018: "Supersonic" (Christian Burns & Swanky Tunes)

Colaboraciones
- 16 de abril de 2007 – "In the Dark" (Tiësto con Christian Burns - #133 UK)
- 29 de septiembre de 2008 – "Something About You" (Inhaler con Christian Burns)
- 22 de noviembre de 2008 – "Power of You" (para Allure, proyecto de Tiësto)
- 21 de febrero de 2010 – "Suddenly (BT con Christian Burns)
- 2 de agosto de 2010 – "Night & Day" (Richard Durand con Christian Burns)
- 12 de noviembre de 2010 – "This Light Between Us" (Armin Van Buuren con Christian Burns)
- 28 de febrero de 2011 – "Tokyo Cries" (Glenn Morrison con Christian Burns)
- 12 de septiembre de 2011 – "On the Wire" (Allure con Christian Burns)
- 13 de mayo de 2012 – "Silver Splits the Blue" (Manufactured Superstars & Jeziel Quintela con Christian Burns)
- 26 de mayo de 2014 – "Still In Love" (Bobina con Christian Burns)
- 11 de agosto de 2014 – "Paralyzed" (BT & Tritonal con Christian Burns)
- 15 de septiembre de 2014 – "We Are the Ones" (twoloud con Christian Burns)

Otras apariciones
- 27 de mayo de 2008 – "Love And Motion" (con Benny Benassi) (en el álbum Rock 'n' Rave)
- 31 de enero de 2010 – "The Emergency" (con BT) (en el álbum These Hopeful Machines)
- 17 de junio de 2011 – "Neon Hero" (con Armin Van Buuren) (en el álbum Mirage - The Remixes)
- 7 de marzo de 2012 – "Looking Glass" (All Hail The Silence - una colaboración entre Christian Burns y BT)
- 13 de julio de 2012 – "Secret Universe" (con Alex M.O.R.P.H.) (en el álbum Prime Mover)

The Bleachworks
- 4 de marzo de 2010 – "Breakdown" (descarga gratuita)
- 9 de septiembre de 2010 – "Save This City" (con Phonic Funk & The Bleachworks)
- 11 de abril de 2010 – "It's Ok" (con Jason Herd & The Bleachworks)